# Treffry Tramways
Die Treffry Tramways waren ein Netzwerk von Schmalspurbahnen in Cornwall, die im 19. Jahrhundert von dem Industriellen Joseph Treffry entwickelt wurden. Sie dienten dem Transport von Kupfer, Granit und Kaolin aus den Minen der Region zu den Häfen und Märkten. Die Tramways spielten eine entscheidende Rolle in der wirtschaftlichen Entwicklung Cornwalls und sind heute Teil des UNESCO-Weltkulturerbes.

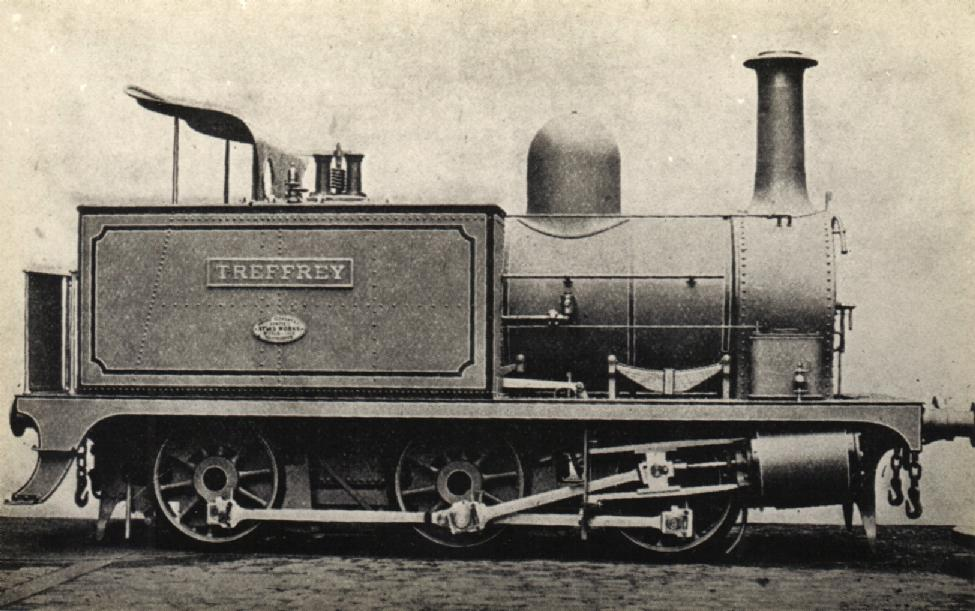
Cornwall Minerals Railway 0-6-0T Treffrey (falsch geschrieben – es sollte „Treffry“ heißen). Gebaut von Sharp, Stewart and Company, 1874.

## Geschichte und Entwicklung
Joseph Treffry war ein Unternehmer, der die Infrastruktur Cornwalls maßgeblich prägte. Er erkannte die Notwendigkeit effizienter Transportwege für die Bergbauindustrie und begann in den 1830er Jahren mit dem Bau der Par Canal und der ersten Tramway-Strecken. Die Tramways wurden zwischen 1835 und 1870 schrittweise eröffnet und verbanden die Minen mit den Häfen Par und Newquay.

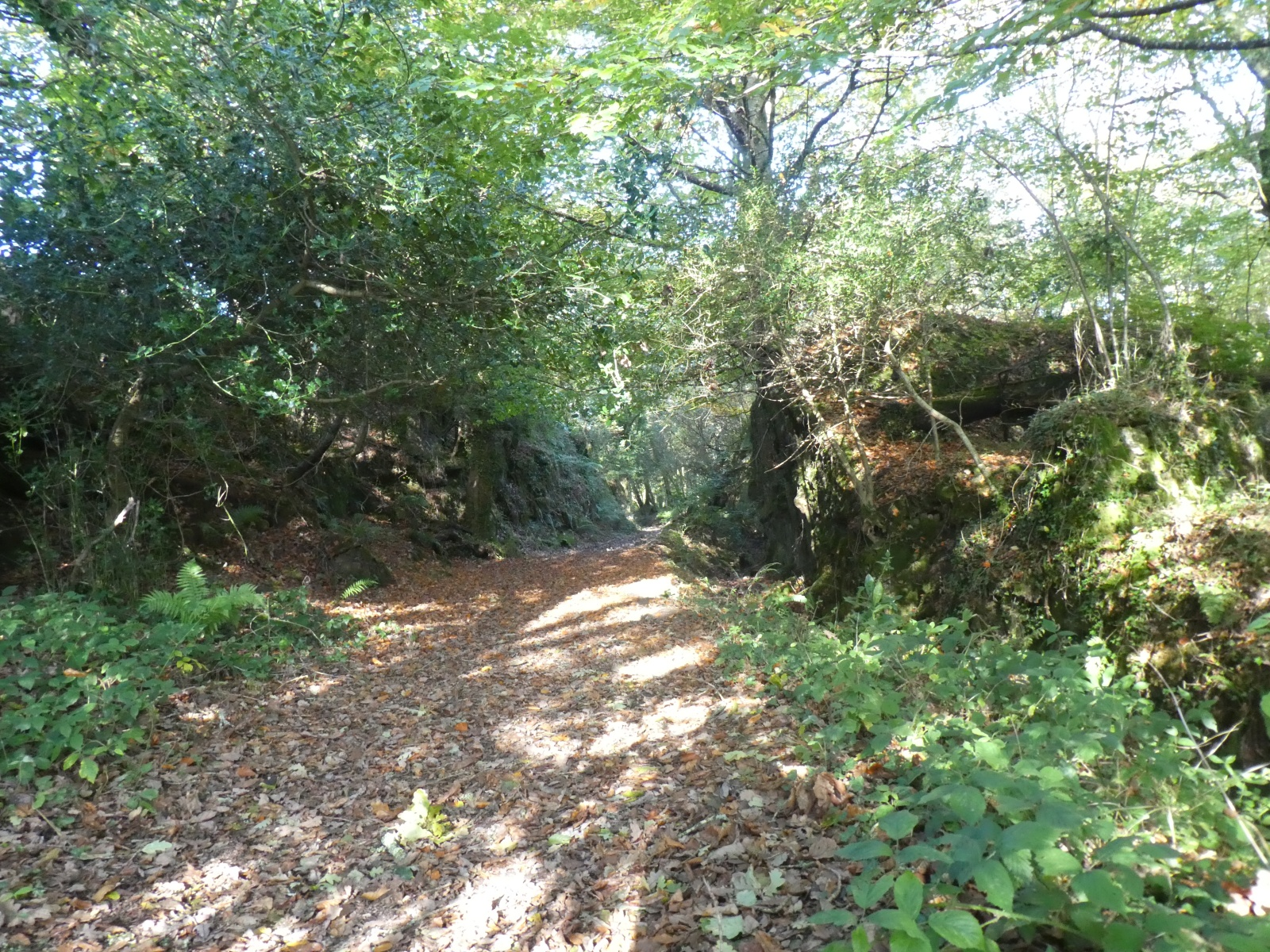
Trasse der ehemaligen Treffry Tramways nordwestlich des Treffry-Viadukts

## Strecken und Bedeutung für Häfen und Ortschaften
Die Treffry Tramways bestanden aus mehreren Hauptstrecken:
- Par Tramway: Diese Strecke verband die Minen in Bugle mit dem Hafen von Par, wo die Rohstoffe verschifft wurden.[2]
- Newquay Railway: Diese Linie führte von den Bleiminen bei Newlyn East nach Newquay, einem wichtigen Hafen an der Nordküste.[2]
- Luxulyan Valley Route: Eine der bedeutendsten Strecken verlief durch das Luxulyan Valley, wo das zehnbögige Treffry-Viadukt errichtet wurde. Dieses Bauwerk diente sowohl als Aquädukt als auch als Transportweg für Erze.[1]

Die Tramways verbesserten den Warentransport erheblich und ermöglichten den wirtschaftlichen Aufschwung der Region. Besonders die Verbindung zu Par Harbour war entscheidend für den Export von Kupfer und Granit.

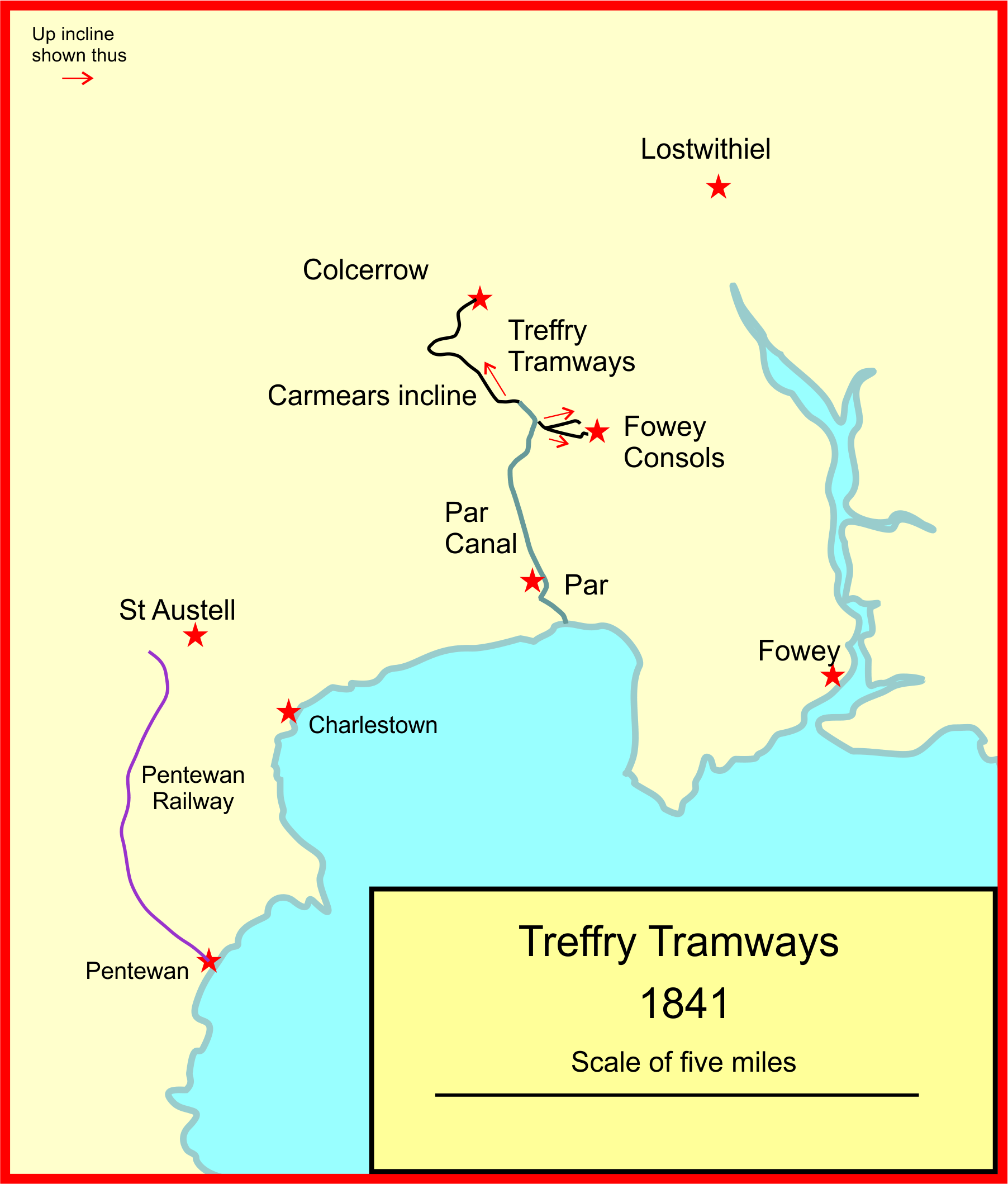
Strecken der Treffry Tramways (1841)

## Luxulyan Valley und UNESCO-Weltkulturerbe
Das Luxulyan Valley ist heute ein geschütztes Gebiet und Teil des Cornwall and West Devon Mining Landscape, das 2006 von der UNESCO als Weltkulturerbe anerkannt wurde. Die Überreste der Treffry Tramways, insbesondere das Treffry-Viadukt, sind zentrale Elemente dieses Erbes und zeugen von der industriellen Vergangenheit der Region.

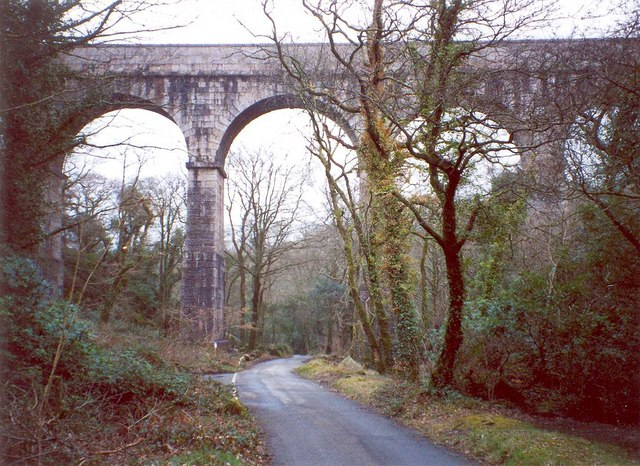
Treffry-Viadukt

## Vermächtnis
Nach Treffrys Tod im Jahr 1850 wurden die Tramways weiter genutzt, bis sie 1872 von der Cornwall Minerals Railway übernommen und für den Betrieb mit Dampflokomotiven umgebaut wurden. Heute sind Teile der ursprünglichen Strecken noch in Betrieb und werden als Atlantic Coast Line für den Personenverkehr genutzt.
Die Treffry Tramways sind ein bedeutendes Beispiel für die industrielle Entwicklung Cornwalls und ein wichtiger Bestandteil des kulturellen Erbes der Region.